# Glauberg
Glauberg es un oppidum celta en Hesse, Alemania que consta de un poblado fortificado y varios montículos funerarios, "un asentamiento principesco de finales de la época Hallstatt y principios de La Tène." Los descubrimientos arqueológicos en los años 1990 sitúan el lugar entre los más importantes centros celtas tempranos en Europa. Proporcionó evidencias sin precedentes sobre el entierro celta, la escultura y la arquitectura monumental.

## Ubicación y topografía
Geológicamente, Glauberg, en el borde este de la llanura de Wetterau, es un espolón a 271 m de altitud de basalto procedente del Vogelsberg. Elevándose aproximadamente 150 m por encima de las áreas circundantes, está localizado entre los ríos Nidder y Seeme y pertenece a la comunidad de Glauburgo. La meseta forma una altiplanicie casi horizontal de 800 por 80–200 m. Su promontorio suroeste es conocido como Enzheimer Köpfchen. Al noroeste, la pendiente del Glauberg baja hacia el valle del Nidder, mientras al sur, está conectado con planicies onduladas. La altiplanicie contuvo un pequeño estanque perenne, el cual no era alimentado por las lluvias primaverales sino sencillamente por la escorrentía superficial. El cerro está rodeado por manantiales y tierras fértiles.

## Historia de la investigación arqueológica

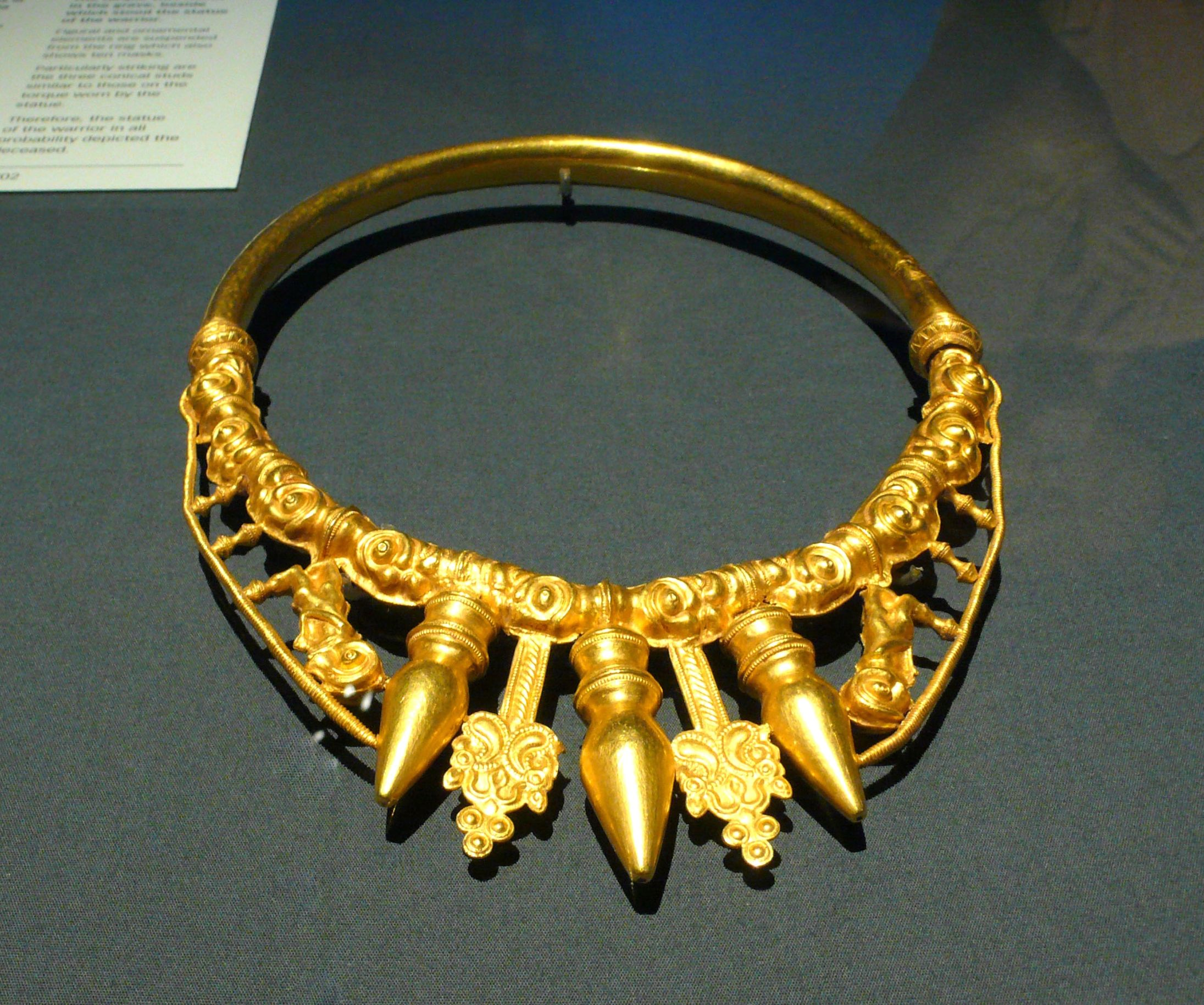
El torque celta de oro encontrado en el túmulo mayor de Glauberg, 400 a. C.

La presencia de ruinas antiguas en la meseta de Glauberg era conocida desde hacía mucho tiempo, aunque eran atribuidas a los romanos. El descubrimiento del fragmento de un torque tipo La Tène en 1906 confirmó la naturaleza prerromana del lugar. La investigación arqueológica sistemática empezó en 1933–1934 con una excavación dirigida por Heinrich Richter (1895–1970) quien se centró en la fortificación. Otros estudios dirigidos por F.-R. Hermann comenzaron en 1985 y continuaron hasta 1998. Fue durante esta fase que el montículo funerario fue examinado. La historia del poblamiento de Glauberg y su área en tiempos celtas (periodos de Hallstatt e inicios de La Tène) fue el foco de un proyecto de investigación (2004–2006) por el 'Deutsche Forschungsgemeinschaft'.
Las excavaciones continúan actualmente con un equipo multinacional.

## Resumen de la historia del asentamiento
La ubicación de Glauberg lo marcó como foco a largo plazo de actividad humana. Combina el acceso a tierra cultivable fértil y agua con un lugar fácilmente defendible y una ubicación estratégica a lo largo de varias rutas terrestres naturales. Así, no es sorprendente que el cerro tuviera ocupación humana mucho tiempo antes y mucho tiempo después de su fase celta, hasta el periodo medieval.
Glauberg fue ocupado por primera vez en época neolítica (c. 4.500 a. C.) por personas de la Cultura de Rössen. Fue seguido por un poblamiento mayor durante la fase Michelsberg (4.000 a. C.). Fortificaciones del tipo de la colina Michelsberg se conocen en otros lugares, así que es posible que el cerro fuera fortificado por primera vez en esta etapa. El cerro fue colonizado en la Edad del Bronce final por la Cultura de los campos de urnas (1.000–800 a. C.). Durante la fase celta, desde principios de Hallstatt hasta finales de La Tène, Glauberg fue un centro de importancia suprarregional. Entonces, era la sede de un príncipe celta. Extensas fortificaciones fueron erigidas.
Durante la ocupación romana de Alemania, Glauberg quedó desocupado, probablemente debido a su proximidad (5 km) a la frontera fortificada o Limes Germanicus. En los siglos IV y V d. C., volvió a ser habitado y convertido una vez más en un centro regional, como sede de un rey local de los Alamanes. Del siglo VII al IX, albergó una gran fortificación franca. Su importancia creció durante este tiempo, y las fortificaciones se renovaron y ampliaron considerablemente.
En los siglos XII y XIII, Glauberg fue incorporado al sistema de castillos de los Staufen, tal vez en un intento por fomentar un centro urbano. Las fortificaciones fueron renovadas otra vez, y se erigió un castillo en forma de torre en el borde de la meseta; su portada románica arqueada todavía pervive. También cimientos de paredes, pozos y sótanos medievales se han conservado por todo el cerro, especialmente en su borde norte. La destrucción de aquel castillo, y con él el fin de la ocupación humana en la colina, probablemente ocurrió en 1256.

## Fortificación celta (oppidum)

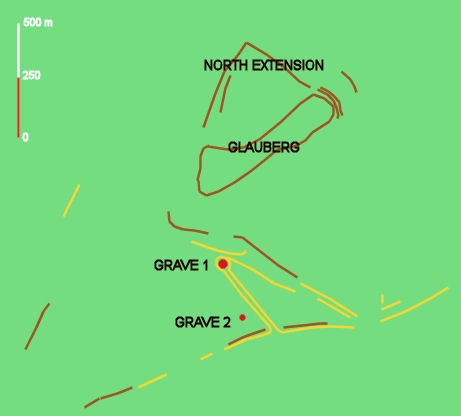
Plan esquemático del oppidum de Glauberg, montículos funerarios y sistemas de zanjas (muros: marrón, zanjas: amarillo).

Las primeras fortificaciones conocidas podrían ser precélticas, pero alcanzaron un punto culminante en tamaño y elaboración alrededor del VI o V a. C. Se mantuvieron en uso hasta el siglo II o I a. C. Su extensión y dimensiones marcan Glauberg como uno más de una red de altozanos fortificados (u oppida) que cubrían la mayor parte del sur y oeste de la Alemania central.
El borde nordeste del cerro, donde la pendiente es menos pronunciada, se separó del terreno adyacente con la erección de una zanja y un muro grueso, quizás originalmente formando un promontorio fortificado. Los bordes sur y norte estaban también fortificados con muros. Las técnicas de amurallamiento incluían muros de piedra seca, la muralla gala (una técnica típica celta que alternaba madera y piedra) y quizás también ladrillos de adobe.
El pequeño estanque en la cima de la colina no habría bastado para asegurar el suministro de agua para la población de un asentamiento tan grande. Por esta razón, un anexo fue añadido al norte, con dos paredes en pendiente, encerrando una área triangular adicional de 300 x 300 m, incluyendo un resalte. Este punto contenía un enorme embalse de agua, midiendo 150 por 60 m. En esta época, la fortificación tenía 650 m de largo, casi 500 m de ancho, y rodeaba una área de 8,5 ha.
Al menos dos puertas, una principal al nordeste y otra más pequeña al sur, daban acceso al interior. Son bastante complejas en forma, diseñadas para hacer el acceso a un posible atacante más difícil. Una fortificación exterior fue levantada allende el borde nordeste del oppidum. Las paredes o muros al sur probablemente no tuvieron función defensiva.
Tales poblamientos probablemente albergaron poblaciones de miles de personas. Por esta razón, combinado con su función económica centralizadora, los oppida celtas han sido descritos como proto-urbanos. Sin embargo, poco se conoce del poblado y la actividad en el interior del lugar. Evidencias de otros sitios en Manching o Oberursel-Oberstedten sugieren que habría probablemente un pueblo o poblado ordenado en calles con casas, talleres y áreas de almacenamiento.

## Los sitios asociados aloppidum
Al igual que en otros lugares similares, el oppidum de Glauberg estaba conectado con varios complejos contemporáneos en sus inmediaciones:

### Montículos funerarios "principescos"

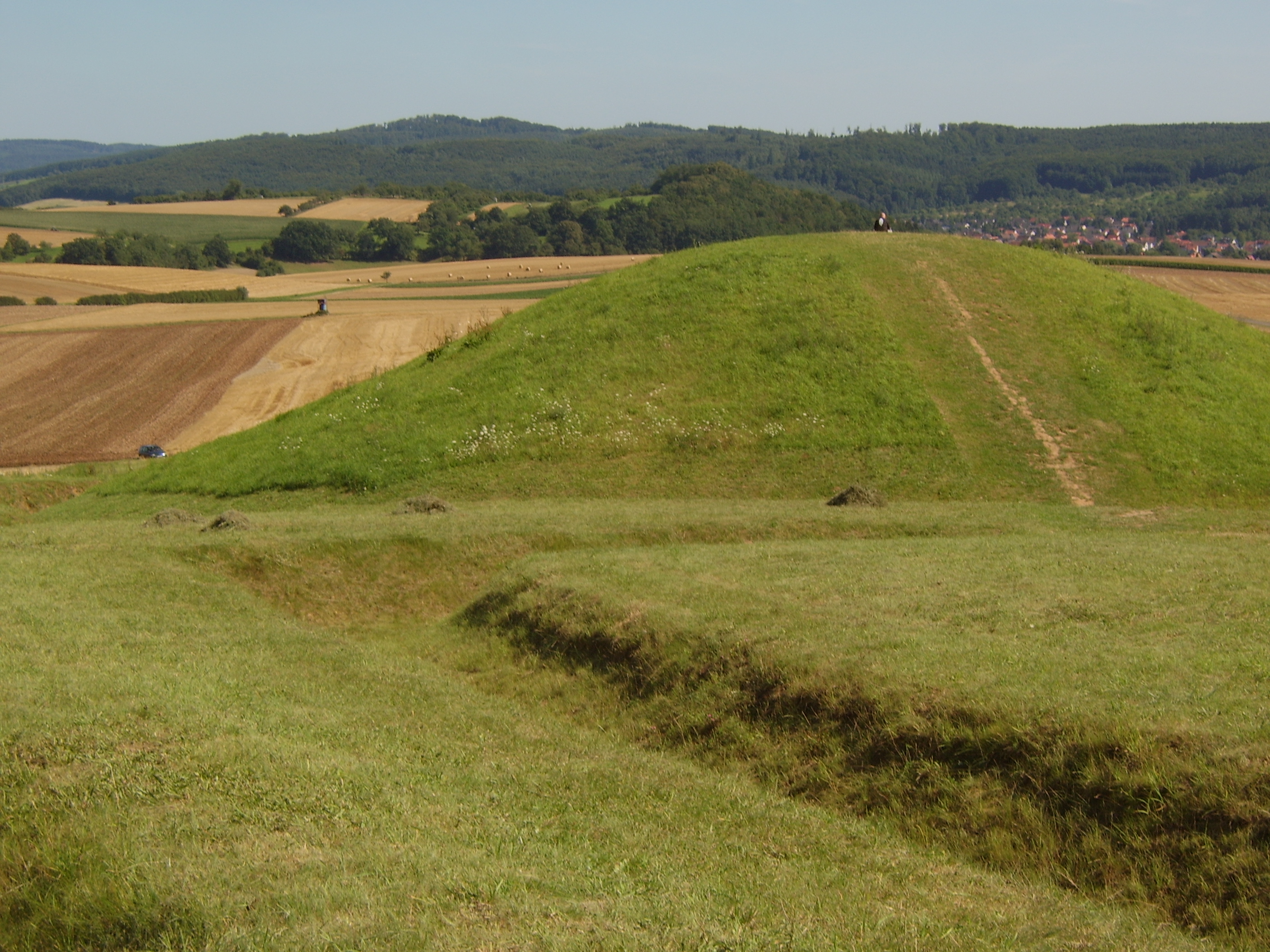
El reconstruido túmulo 1.

Durante una exploración aérea de la zona en 1988, historiadores aficionados locales reconocieron los rastros de un gran túmulo en el campo 300 m al sur del oppidum. Entre 1994 y 1997, el Servicio Arqueológico Estatal de Hesse lo excavó. El túmulo (montículo 1) originalmente tuvo un diámetro de casi 50 m y una altura de 6 m. Estaba rodeado por una zanja circular de 10 m de ancho. En su época, debió haber destacado visualmente. El túmulo contenía tres elementos. Un pozo vacío fue excavado en el centro, quizás para engañar a posibles saqueadores. Al noroeste, un cuarto de madera de 2 x 1 m contenía una inhumacion, cuyo cuerpo había sido colocado en un ataúd de madera y al sureste, las cenizas de una cremación habían sido colocadas en una urna cineraria. Las cremaciones se asocian con el periodo Hallstatt, las inhumaciones con La Tène.
Los ocupantes de ambas tumbas eran guerreros, como indicaba el ajuar que los acompañaba: espadas y armas. El cuarto con la inhumación estaba extremadamente bien preservado y nunca había sido saqueado. Por esta razón, se decidió extraer la cámara entera en bloque y excavarla más despacio y cuidadosamente en el laboratorio del Servicio Estatal en Wiesbaden. Los objetos depositados junto al entierro principal, cada uno cuidadosamente envuelto en tela, incluían un fino torque de oro y una jarra de bronce tubular con pico vertedor que originalmente contenía hidromiel.
Un segundo túmulo (montículo 2), 250 m al sur, fue descubierto más tarde por un estudio geofísico. La erosión y siglos de actividad agrícola lo habían hecho totalmente invisible. Al igual que el montículo 1, contenía un guerrero, acompañado por armas, una fíbula y un cinturón decorados, y un anillo de oro.

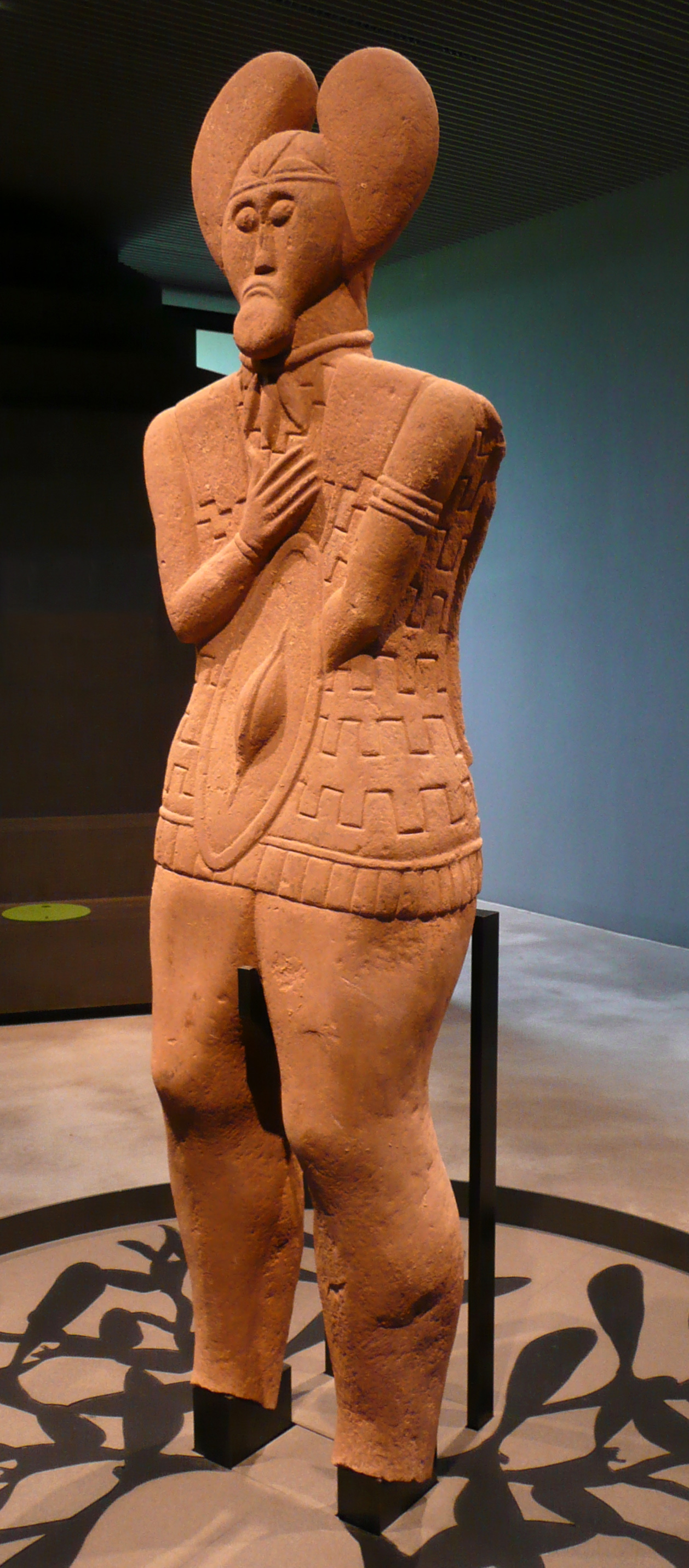
El príncipe celta de Glauberg (ca. 500 a. C.)

La alta calidad del mobiliario de las tumbas así como otras características asociadas a ellas indican que las tumbas, y sus ocupantes, eran de un estatus extremadamente elevado. Por lo tanto se clasifican como entierros "principescos", a la par que otros hallazgos, como los de Vix (Borgoña, Francia), y Hochdorf (Baden-Wurtemberg, Alemania).

### Muros de tierra y camino procesional
Varios trabajos en tierra (muros y zanjas) se localizan al sur del oppidum, algunos estrechamente asociados con el montículo 1. No parecen jugar ninguna función defensiva. Una pequeña zanja cuadrada al oeste del montículo se asocia a otras varias y cierto número de pozos grandes, sugiriendo un santuario o templo. De manera sorprendente, un camino procesional de 350 m de largo, 10 m de ancho y flanqueado por un par de zanjas profundas se acerca al túmulo desde el sureste, mucho más allá del perímetro del asentamiento. Está asociado con cunetas y zanjas que se extienden sobre una área de casi 2 por 2 km. También contenían al menos dos entierros, así como la estatua descrita abajo.
La carencia de una función defensiva y su focalización en el túmulo sugiere fuertemente que el recinto y sistema de caminos tuvieron una importancia ritual o sagrada. Tal complejo, hasta ahora, no tiene parangón en la Europa Celta.

### ElKeltenfürst(príncipe Celta) de Glauberg
Mucha de la atención internacional en el complejo reside en el descubrimiento extremadamente raro, de una estatua o estela de arenisca, datada en el siglo V a. C., que fue encontrada justo fuera del túmulo mayor. La estela, perfectamente conservada excepto los pies, representa un guerrero armado. Mide 1,86 m de altura y pesa 230 kg.: 68  Está hecha de un tipo de arenisca disponible a pocos kilómetros de Glauberg. Muchos detalles son claramente visibles: sus pantalones ceñidos, una armadura compuesta, túnica corta, escudo de madera y una típica espada de La Tène colgando a la derecha. El hombre con bigote luce varios brazaletes en ambos brazos, un anillo en la mano derecha y un torque con tres colgantes, extraordinariamente similar al hallado en el cuerpo de la tumba del túmulo 1. En su cabeza, lleva una "corona de hojas", o gorra adornada por dos protuberancias laterales, parecidas a la forma de las hojas de muérdago. Tal tocado también aparece en otras esculturas contemporáneas, y monedas. Como el muérdago tenía un significado mágico y religioso en la cultura celta, indicaría que el guerrero descrito también desempeñó la función de sumo sacerdote. El cuerpo de la tumba también llevaba una diadema con dos alambres curvados laterales. Originalmente, estructura cubierta de cuero, material que no sobrevivió, formando ese mismo tocado. La estatua era por tanto, sorprendentemente, un auténtico retrato idealizado del ocupante de la tumba, cuya figura fue así perpetuada a las generaciones futuras durante siglos. Los fragmentos de otras tres estatuas similares fueron también descubiertas en el área. Las cuatro estatuas tal vez estuvieran en el recinto rectangular, asociadas a un culto a los antepasados.
Paralelos a la estatua del guerrero de Glauberg existen en otros sitios del periodo La Tène, como la figura de Holzgerlingen (Museo Estatal de Württemberg en Stuttgart), una estela-pilar de Pfalzfeld (Sankt Goar), hoy en el Rheinisches Landesmuseum de Bonn, el Guerrero de Hirschlanden y otros.

### Postes

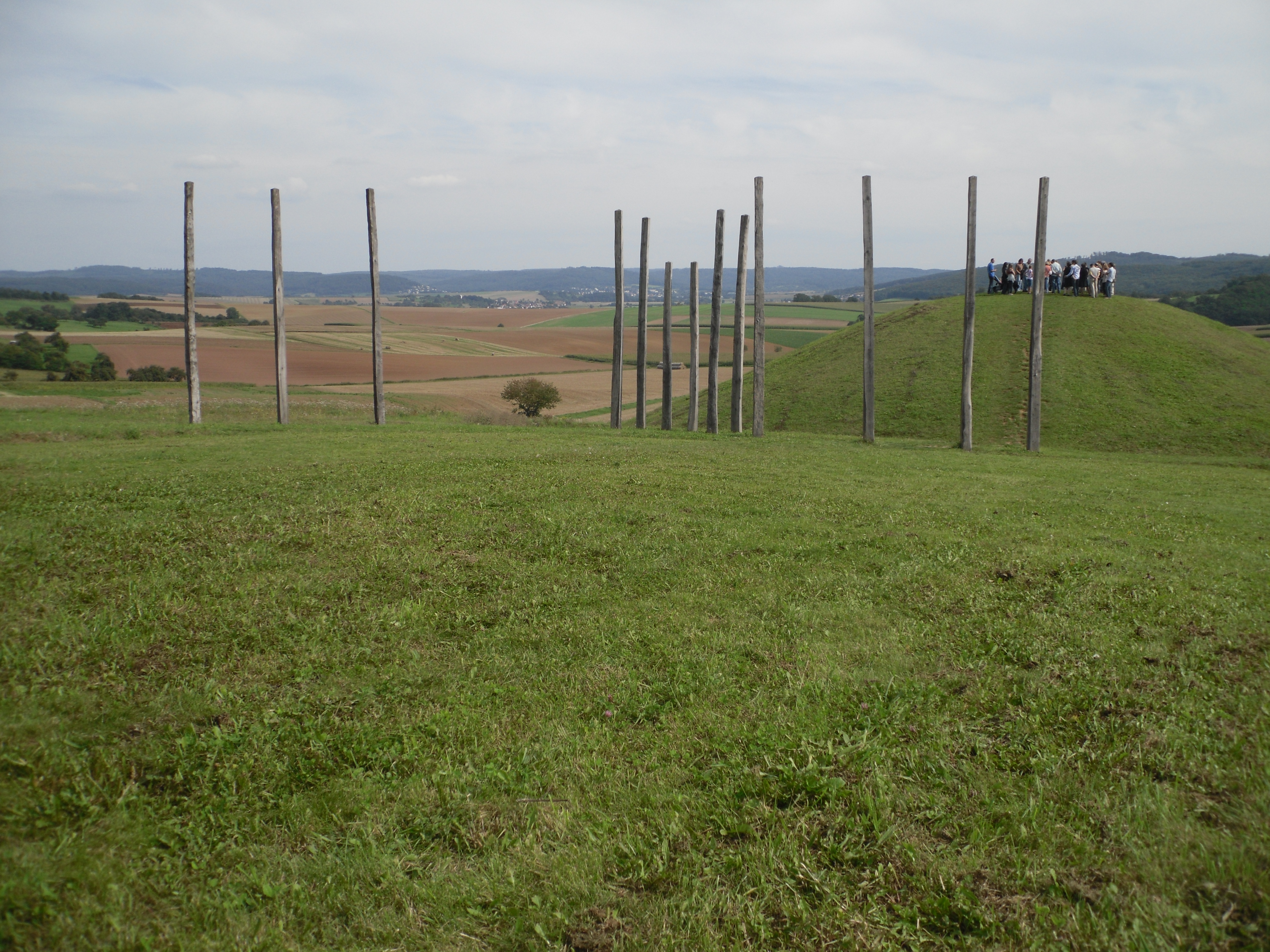
Los 16 postes de madera reconstruidos, a un lado del montículo 1.

El propósito de los 16 hoyos para postes asociados con el montículo y el recinto se desconoce. Las primeras teorías creían que formarían un calendario astronómico, para determinar eventos o fiestas estacionales. Investigaciones más recientes demostraron que habían sido levantados más tarde que el túmulo, dando pie a interpretarlos como simples partes de elementos arquitectónicos de construcciones también en madera como puentes, o estructuras de un templo.

## El sur de Hesse - un paisaje Celta
Glauberg no estaba aislado dentro de su tiempo y área, aunque hoy sea el sitio de su tipo más al noreste conocido. Pero otros centros de población celtas importantes u oppida se encuentran en la Región Rin-Meno y Hesse Central. Desde Glauberg, otras dos fortificaciones importantes se podían divisar, Dünsberg cerca de Giessen y el oppidum de Heidetränk (uno de los poblamientos urbanos más grandes de la Europa Celta) cerca de Altkönig en las montañas Taunus. Muy cerca se encuentra también la industria de sal celta en Bad Nauheim.

## Importancia
Los descubrimientos en Glauberg han añadido varias perspectivas nuevas a la comprensión de la época más antigua de la Europa Celta. Han expandido el conocimiento de la civilización de La Tène, arrojó mucha luz sobre el primer arte celta, y muy en particular sobre la escultura. La figura del guerrero y otros materiales son prueba de los enlaces y contacto con las civilizaciones mediterráneas en este punto temprano. El complejo ritual rodeando la tumba ha añadido un nuevo tipo de monumento a la prehistoria europea.
Sitios como Glauberg, a veces referidos como Fürstensitze (asientos de príncipes), indican un auge paralelo de las jerarquías sociales que se desarrollaron a lo largo de la Europa de Hallstatt. Lugares de la élite, caracterizados por fortificaciones masivas, la presencia de materiales de importación y de entierros elaborados, a lo largo de las principales rutas comerciales del continente. Glauberg es ahora considerado un centro proto-urbano de poder, comercio y culto, de importancia similar a sitios como Bibracte, o Manching, pero especialmente de otros asentamientos fortificados "principescos", como Heuneburg, Hohenasperg y Mont Lassois.

## Museo y parque arqueológicos

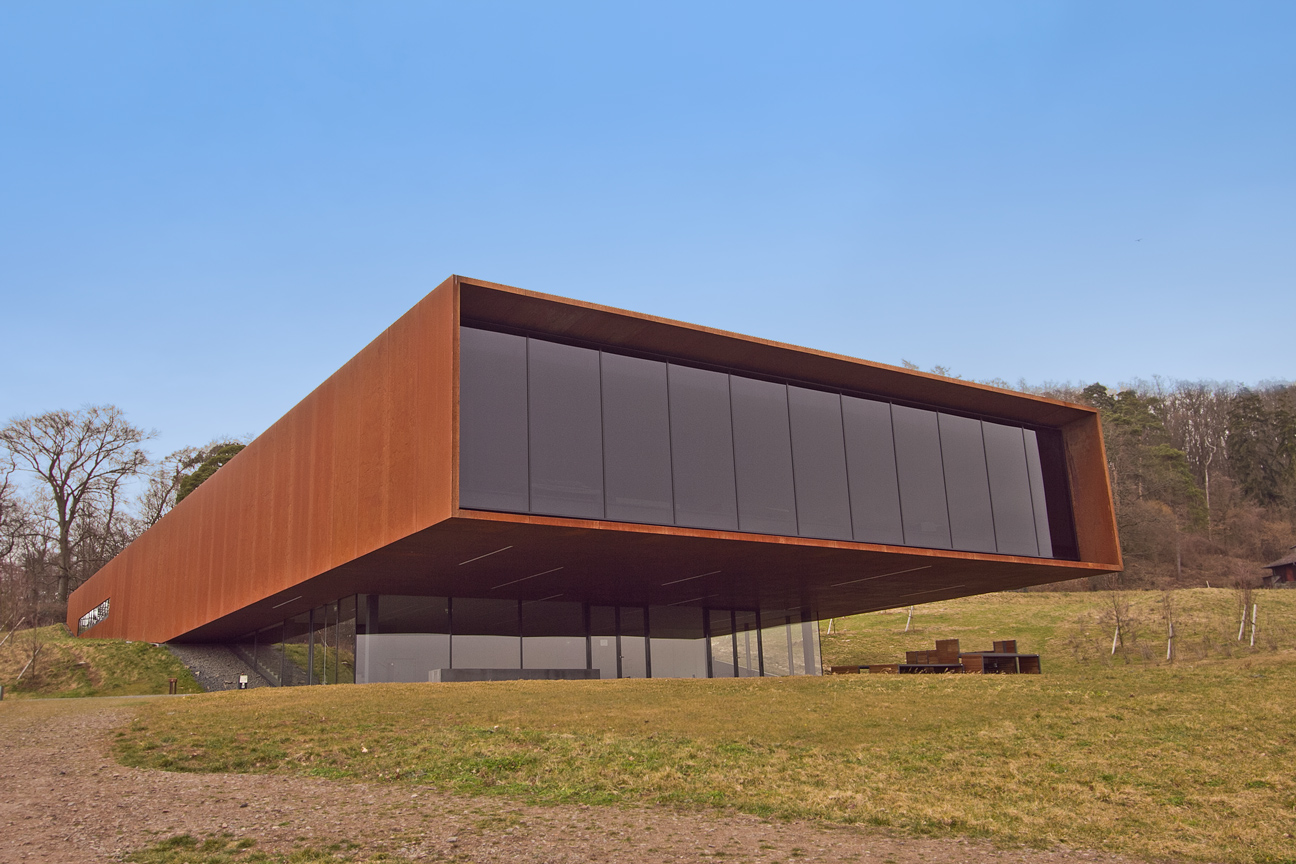
Museo Keltenwelt en Glauberg.

Se ha construido un parque arqueológico, con el objetivo de hacer el sitio y su contexto accesible y comprensible a los visitantes y proporcionar un espacio para exhibir los hallazgos a nivel local. Anteriormente, algunos de los hallazgos, incluyendo la estatua, se encontraban en exhibición en el Museo Hesiano Estatal en Darmstadt.
La construcción del museo comenzó en 2007, con la conclusión originalmente proyectada para 2009. Abrió el 5 de mayo de 2011.